# 阿克霍馬山
16°47′26″S 67°31′51″W / 16.79056°S 67.53083°W
阿克霍馬山（Achuma），是玻利維亞的山峰，位於該國西部拉巴斯省的洛艾薩省，處於塔魯卡烏馬尼亞山以北和漢科維爾基山以南，屬於安第斯山脈中基姆薩克魯斯山脈的一部分，海拔高度4,960米。